# Spilosoma flavens
Spilosoma flavens är en fjärilsart som beskrevs av Moore 1879. Spilosoma flavens ingår i släktet Spilosoma och familjen björnspinnare. Inga underarter finns listade i Catalogue of Life.